# 식스텐 예른베리

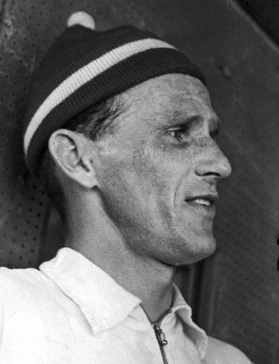
1958년 모습

식스텐 예른베리(Sixten Jernberg, 본명: Edy Sixten Jernberg, 1929년 2월 6일 – 2012년 7월 14일)는 스웨덴의 크로스컨트리 스키 선수이자 역대 가장 성공적인 크로스컨트리 스키 선수 중 한 명이다. 1952년부터 1964년까지 그는 363회의 스키 경주에 참가하여 263회 포디움에 올랐고 그 중 134회 우승했다. 이 기간 동안 그는 4개의 세계 타이틀과 9개의 올림픽 메달을 획득했다. 3회 연속 동계 올림픽에 걸쳐 12번의 선발 출전에서 그는 결코 5위 이하로 경기를 마친 적이 없으며, 1955년부터 1960년까지 그는 161개 대회 중 86개 대회에서 우승했다.
예른베리는 크로스컨트리 스키 선수로 경력을 시작하기 전에 대장장이이자 벌목꾼이었다. 그는 8개의 금메달 중 4개는 50km 이상, 1개는 30km 이상, 3개는 4×10km 계주에서 획득하는 등 장거리 경기에 특화되어 있다. 그는 또한 1955년과 1960년에 바사로페트(Vasaloppet)를 두 번 우승했다. 그는 1954년 홀멘콜렌(Holmenkollen) 스키 페스티벌에서 15km 우승을 차지했다.
한 대회에서 예른베리는 열이 나고 피를 토했지만 여전히 50km 종목을 완주했다. 군데 스반은 "[식스텐]이 자신의 몸을 좋아하지 않고 다른 방법으로 처벌하려고 시도한 것과 거의 같았다."라고 말했다.
크로스컨트리 스키에서의 성공으로 예른베리는 1960년에 홀멘콜렌 메달을 받았다(헬무트 레크나겔, 스베르 스텐스하임, 토르모드 크누센과 함께 받음). 그는 또한 1956년에 스벤스카 다그블라데트(Svenska Dagbladet) 금메달(5종 경기 선수 라스 홀과 함께 받음)을 수상했다.
예른베리는 1964년 동계 올림픽 이후 은퇴했다. 1965년 국제 올림픽 위원회는 예른베리에게 노르딕 스키에 대한 공헌을 인정하여 모하메드 타헤르(Mohammed Taher) 트로피를 수여했다. 그는 83세의 나이에 뇌졸중으로 사망했다. 그의 조카 잉게마르(Ingemar)는 올림픽 장대 높이뛰기 선수가 되었다.

## 같이 보기
- 올림픽 다관왕 목록